# Peter Dempf
Peter Dempf (Augsburg, 1959) is een Duits auteur.
Als kind las hij graag boeken van Karl May en speelde hij indiaantje met vrienden. Hij doorliep het Jakob-Fugger-Gymnasium Augsburg en ontkwam aan de door hem gehate opleiding tot bankier door het nemen van verschillende tijdelijke baantjes. Uiteindelijk voltooide hij een lerarenopleiding Duits en studeerde daarnaast ook af in sociologie en geschiedenis. Rond deze tijd begon zijn loopbaan als schrijver. Na zijn huwelijk en de geboorte van zijn eerste kind werd hij leraar aan het Albert-Weber-Gymnasium in München. Hierna brak hij door als schrijver via opdrachten van de Bayerischer Rundfunk en verschillende Duitse uitgeverijen. Vanaf 2005 is hij werkzaam als leraar geschiedenis aan het Justus von Leibig Gymnasium in Neusäß bij Augsburg. Hij schrijft tegenwoordig voor grote Duitse uitgeverijen als Lübbe, Random House, Bertelsmann en Droemer. Hij schreef fictie geïnspireerd op de Nederlandse schilder Jheronimus Bosch, 'Das Geheimnis des Hieronymus Bosch', waarin het drieluik 'de tuin der lusten' aan de basis staat van een complottheorie.
- Biblioteca Nacional de España: XX4664208
- CiNii: DA14984870
- Gemeinsame Normdatei: 120495481
- International Standard Name Identifier: 0000 0001 0947 4710
- Library of Congress Control Number: no2003054958
- Bibliotheek van het Japanse parlement: 01107650
- Nationale Bibliotheek van Tsjechië: xx0001454
- Nationale Bibliotheek van Polen: a0000001839493
- Nederlandse Thesaurus van Auteursnamen: 202311503
- Système universitaire de documentation: 083682333
- Virtual International Authority File: 845236
- WorldCat: E39PBJfh8FvRC7ThrPyfQQvCQq